# Thismia abei
Thismia abei är en enhjärtbladig växtart som först beskrevs av Akasawa, och fick sitt nu gällande namn av Sumihiko Hatusima. Thismia abei ingår i släktet Thismia och familjen Burmanniaceae. Inga underarter finns listade i Catalogue of Life.